# Pyrenecosa spinosa
Espèce
Synonymes
- Pardosa spinosa Denis, 1938

Pyrenecosa spinosa est une espèce d'araignées aranéomorphes de la famille des Lycosidae.

## Distribution
Cette espèce est endémique d'Andorre.

## Description
Le mâle décrit par Buchar et Thaler en 1993 mesure 7,0 mm et la femelle 8,0 mm.

## Publication originale
- Denis, 1938 : A contribution to the knowledge of the spider fauna of the Andorra Valleys. Proceedings of the Zoological Society of London, sér. B, vol. 107, p. 565-595.